# Крамер, Йелло
Йелло Крамер (нем. Jello Krahmer; род. 19 ноября 1995 года) — немецкий борец греко-римского стиля, двукратный бронзовый призёр чемпионатов Европы (2020, 2025). Участник II Европейских игр 2019 года. 

## Биография
Родился в 1995 году. С 2015 выступает на международной арене. В 2017 году завоевал бронзовую медаль Чемпионата Европы среди спортсменов не старше 23-х лет в весовой категории до 130 кг.  
В 2019 году принял участие на соревнованиях по борьбе в ходе II Европейских игр, которые прошли в июне в Минске. В весовой категории до 130 кг он занял итоговое 12 место, уступив уже в первом раунде россиянину Сергею Семёнову. 
В феврале 2020 года на дебютном для себя чемпионате континента, который состоялся в итальянской столице, в весовой категории до 130 кг, Йелло в схватке за бронзовую медаль поборол спортсмена из Финляндии Арви Саволайнена и завоевал бронзовую медаль европейского первенства.
В апреле 2024 года на Европейском квалификационном турнире в Баку ему удалось завоевать лицензию для своей страны на летние Олимпийские игры 2024 в весовой категории до 130 кг.
В апреле 2025 года на чемпионате Европы в Братиславе в весовой категории до 130 кг завоевал бронзовую медаль. В схватке за третье место одолел соперника из Азербайджана Беку Канделаки.